# Ataenius biroi
Ataenius biroi är en skalbaggsart som beskrevs av S. Endrödi 1951. Ataenius biroi ingår i släktet Ataenius och familjen Aphodiidae. Inga underarter finns listade.